# 12407 Ріккарді
12407 Ріккарді (12407 Riccardi) — астероїд головного поясу, відкритий 23 вересня 1995 року.
Тіссеранів параметр щодо Юпітера — 3,504.